# Мортимер, Роджер, 2-й граф Марч
Ро́джер Мо́ртимер (англ. Roger Mortimer; 11 ноября 1328 — 26 февраля 1360) — 4-й барон Мортимер из Вигмора с 1348, 2-й граф Марч с 1354, 3-й барон Женевиль с 1356, один из рыцарей-основателей Ордена Подвязки, английский военачальник во время Столетней войны, сын сэра Эдмунда Мортимера и Элизабет де Балдлесмер.

## Биография
Роджер родился 11 ноября 1328 года в замке Ладлоу (Шропшир). Его дед, Роджер Мортимер, 1-й граф Марч, бывший любовником английской королевы Изабеллы, сыграл ключевую роль в свержении мужа Изабеллы, короля Англии Эдуарда II, в 1327 году, после чего фактически управлял Англией от имени короля Эдуарда III на протяжении трёх лет. Но в 1330 году он был обвинён королём в государственной измене, после чего его казнили 29 ноября того же года. Все родовые владения и титулы были конфискованы.
В 1331 году умер и отец Роджера, Эдмунд. Перспективы малолетнего Роджера были туманные, но в 1335 году его мать, Элизабет де Балдлесмер, вышла замуж за одного из приближённых короля Эдуарда III — Уильяма де Богуна, который в 1337 году получил титул графа Нортгемптона. Благодаря отчиму Роджеру в 1342 году были возвращены некоторые владения деда в Уэльсе, в том числе замки Раднор и Вигмор, а также владения Гуртвирион, Престейгн, Книгхтон и Нортон, в то время как Кникклас и другие замки оказались под опекой самого Уильяма де Богуна.
12 сентября 1344 года Роджер отличился на рыцарском турнире в Херефорде.
В 1340-е годы возобновилась Столетняя война между Англией и Францией. В 1346 году король Эдуард III отправился в экспедицию во Францию, где 12 июля высадился в Ла Уге (восточное побережье Котантена). В составе этой армии был и Роджер, который продемонстрировал свою доблесть, за что наследник короля, Эдуард Чёрный Принц, позже посвятил его в рыцари. Во время французской экспедиции Роджер принял участие в битве при Креси (26—27 августа), где сражался неподалёку от короля.
В качестве благодарности за службу Эдуард III 6 сентября 1346 году вернул Роджеру остальные родовые владения. А 20 ноября 1348 года Роджер был вызван в парламент как барон Мортимер из Вигмора. В том же 1348 году Роджер стал одним из рыцарей-основателей Ордена Подвязки.
В 1349 году Роджер был в составе отряда Эдуарда Чёрного принца, который помешал Французам отбить Кале.
В 1352 году Роджер снова участвовал в боевых действиях во Франции.
Хотя Роджер и получил большую часть родовых владений, но часть их оставалась в других руках. Для того, чтобы вернуть баронство Чирк, Роджер заключил с его нынешним владельцем, Ричардом Фиц-Аланом, 10-м графом Арунделом, договор о том, что наследник Роджера, Эдмунд, женится на Элис, дочери графа Арундела. Однако этот брак так и не состоялся. Также в 1354 году Роджер подал в парламент прошение об аннулировании приговора деду, обосновав это тем, что тому не была предоставлена возможность защиты. В итоге парламент приговор аннулировал, после чего Роджер был восстановлен в правах графа Марча, а также вернул оставшиеся владения деда, которые после казни находились под управлением короны. Впервые в парламент как граф Марч Роджер был вызван 20 сентября 1355 года.
В том же 1355 году Роджер получил ряд должностей, включая посты констебля Дувра и лорда-хранителя Пяти портов, которые он занимал до 1359 года. В этом же году он собирался принять участие в экспедиции герцога Ланкастера во Францию, которая была отложена, а позже принял участие в экспедиции Эдуарда III в Пикардию.
19 октября 1356 года умерла Жанна де Женевиль, благодаря чему Роджер ещё больше увеличил свои владения. В том числе он получил замок Ладлоу, ставший главной крепостью Мортимеров, а позднее — административным центром всей английской администрации в Уэльсе. Также Роджер унаследовал титул барона Женевиль. В это же время Роджер стал членом королевского совета.
В 1359 году Роджер стал констеблем Монтгомери, Брайднорта и замка Корф, а также хранителем Парбек Чез.
В октябре 1359 года Роджер в составе армии Эдуарда III снова отправился во Францию. Там он как один из констеблей короля принимал участие в неудачной осаде Реймса (4 декабря 1359 — 11 января 1360), а затем был послан осадить Сен-Флорентен недалеко от Осера. Роджеру удалось захватить город, после чего он присоединился к королевской армии, вторгнувшейся в Бургундию. Но 26 февраля 1360 года Роджер неожиданно умер в Рувре недалеко от Авалона.
Кости Роджера были доставлены в Англию, где их захоронили в родовом Вигморском аббатстве.
Наследовал Роджеру его сын Эдмунд.

## Брак и дети
Жена: Филиппа Монтегю (ум. 5 января 1382), дочь Уильяма Монтегю, 1-го графа Солсбери, и Катерины Грендисон. Дети:
- Роджер Мортимер (ум. молодым)
- Эдмунд Мортимер (1 февраля 1352 — 27 декабря 1381), 3-й граф Марч, 5-й барон Мортимер из Вигмора и 4-й барон Женевиль с 1360, 6-й граф Ольстер и лорд Коннахт и Клер с 1368, маршал Англии с 1369, наместник Ирландии с 1379
- Марджери Мортимер; муж: Джон Туше (ум. 23 июня 1372), барон Одли